# Эскалада, Мария де лос Ремедиос де
Мария де лос Ремедиос де Эскалада-и-Ла-Кинтана (исп. María de los Remedios de Escalada y La Quintana; 20 ноября 1797 — 3 августа 1823) — жена лидера Войны за независимость Аргентины, генерала Хосе де Сан-Мартина.

## Биография
Мария де лос Ремедиос де Эскалада родилась в Буэнос-Айресе в 1797 году в семье Томасы де ла Кинтаны-и-Аоис и Антонио Хосе де Эскалады, представителей местной знати. Эскалада занимали видное место в местной торговле и стали сторонниками Майской революции 1810 года, устраивая многочисленные тайные собрания до и после её событий, приведших к роспуску вице-королевства Рио-де-ла-Плата (часть Испанской империи).
В то же период Мария познакомилась с Хосе де Сан-Мартином, одним из нескольких генералов Пиренейских войн, которые недавно переехали в Буэнос-Айрес. Большинство историков считают, что у них была любовь с первого взгляда; однако аристократический статус Эскалады, социальные обычаи того времени и собственная политическая программа Сан-Мартина указывают на то, что это мог быть брак по договорённости между Сан-Мартином и семьёй Эскалада. Благодаря этому союзу Эскалада наладили связи с перспективным генералом, а Сан-Мартин смог выйти из социальной изоляции, связанной со статусом недавнего эмигранта, наладив связи в среде аристократии Буэнос-Айреса. Несмотря на это, у Сан-Мартина были конфликты со своими политическими сторонниками, отвергая их аристократические традиции. Так обед с Бернардино Ривадавией закончился неприятным инцидентом между ними.
Они поженились 12 сентября 1812 года на частной церемонии в кафедральном соборе Буэнос-Айреса. Марии в то время было 14 лет, а Сан-Мартин заявил, что ему 31 год, таким образом, указав год своего рождения как 1781. Однако это противоречит собственным же сообщениям Сан-Мартина о своём возрасте в другие периоды своей жизни, и вполне вероятно, что в этом случае он хотел выглядеть моложе, чем был, чтобы уменьшить разницу в возрасте между собой и своей невестой.
Однако обязанности Сан-Мартина как командующего недавно сформированного Гренадерского кавалерийского полка разлучили их на последующие месяцы, и они не могли воссоединиться до тех пор, пока Сан-Мартин 10 августа 1814 года не был назначен губернатором провинции Мендоса.
Мария Сан-Мартин участвовала в последующей деятельности её мужа по организации и финансированию Андской армии, и 10 октября 1815 года она передала военачальнику коллекцию драгоценностей, пожертвованных высшим обществом Мендосы (а также ей самой), откликнувшегося на её призывы. Она и несколько её друзей также создали знамя армии, после того как Сан-Мартин обратил внимание на его отсутствие во время рождественского обеда 1816 года. 16 августа того же года у супругов родился их единственный ребёнок — дочь Мерседес Томаса Сан—Мартин-и-Эскалада (1816—1875).
Отбытие Сан-Мартина в Чили в качестве руководителя исторического перехода через Анды в январе 1817 года снова привело к его длительной разлуке с женой. Она была омрачена ещё тем, что в начале 1819 года у Марии развился туберкулёз, и 24 марта ухудшение её состояния вынудило её вернуться в Буэнос-Айрес, где она хотела умереть. Командующий Северной армией генерал Мануэль Бельграно приказал генералу Хосе Марии Пасу сопровождать её в путешествии длиной 970 км для защиты от разбойников и других опасностей.
После своего пребывания с 1821 по 1822 год на посту главы протектората Перу генерал Сан-Мартин вернулся в Мендосу и в январе 1823 года планировал отправиться в Буэнос-Айрес, где его жена лежала прикованная к постели. Однако в Буэнос-Айресе к нему относились настороженно по политическим мотивам, и правительственный министр Бернардино Ривадавия отказал ему в обеспечении безопасного пребывания во время его визита к умирающей жене. Тем не менее Сан-Мартин поехал в Буэнос-Айрес, но по прибытии ему сообщили, что его жена недавно умерла; ей было 25 лет.
Мария Ремедиос де Эскалада была похоронена на кладбище Реколета, а Сан-Мартин в феврале следующего года отбыл в Гавр (Франция).